# Pyrrhocorax graculus
Il gracchio alpino (Pyrrhocorax graculus (Linnaeus, 1766)) è un uccello passeriforme della famiglia dei Corvidae.

## Etimologia
Il nome scientifico della specie, graculus, deriva dal nome stante a designare in tardo latino gli uccelli neri e gracchianti, come taccole e ghiandaie.

## Descrizione

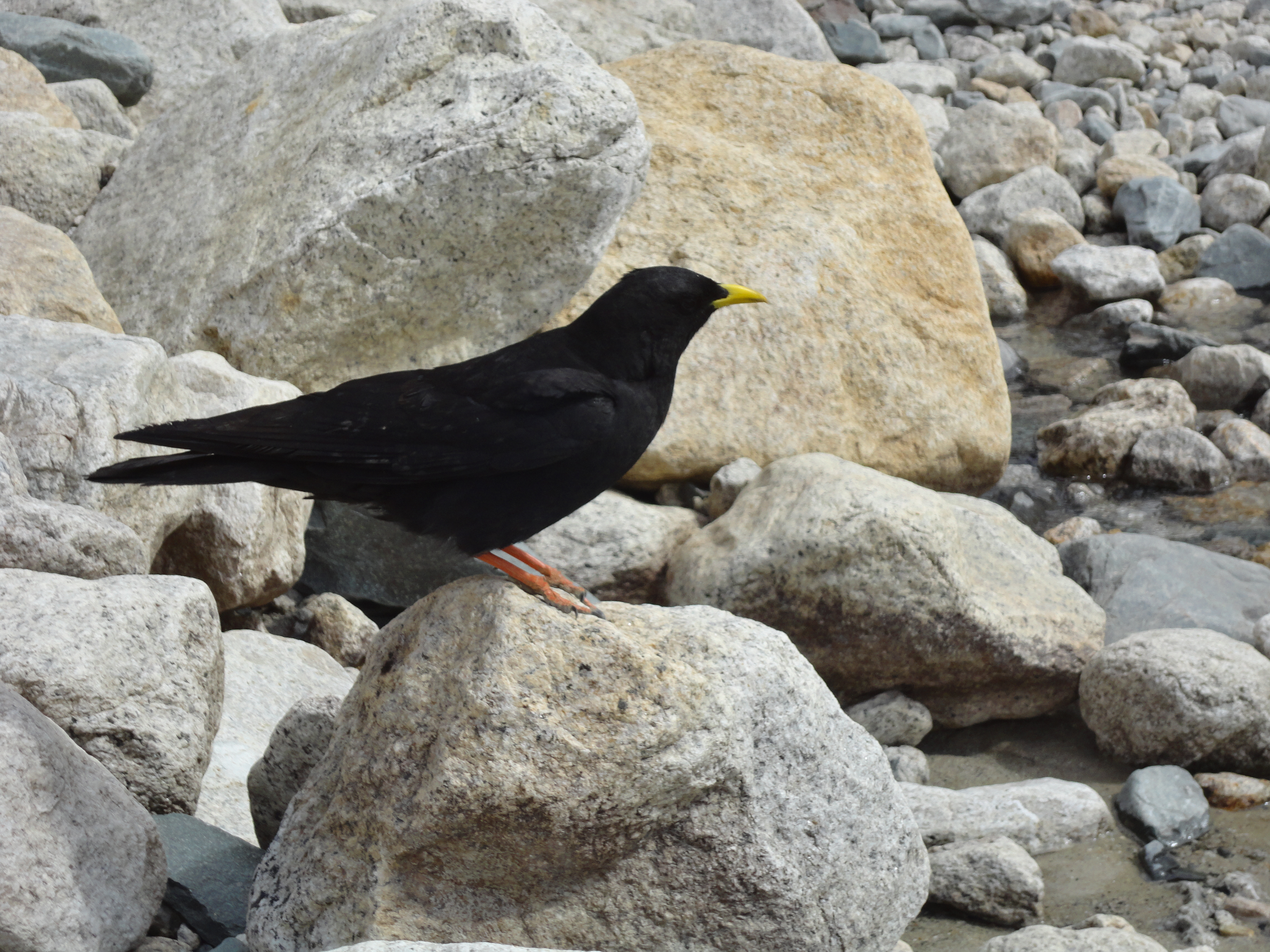
Esemplare a Gangotri.

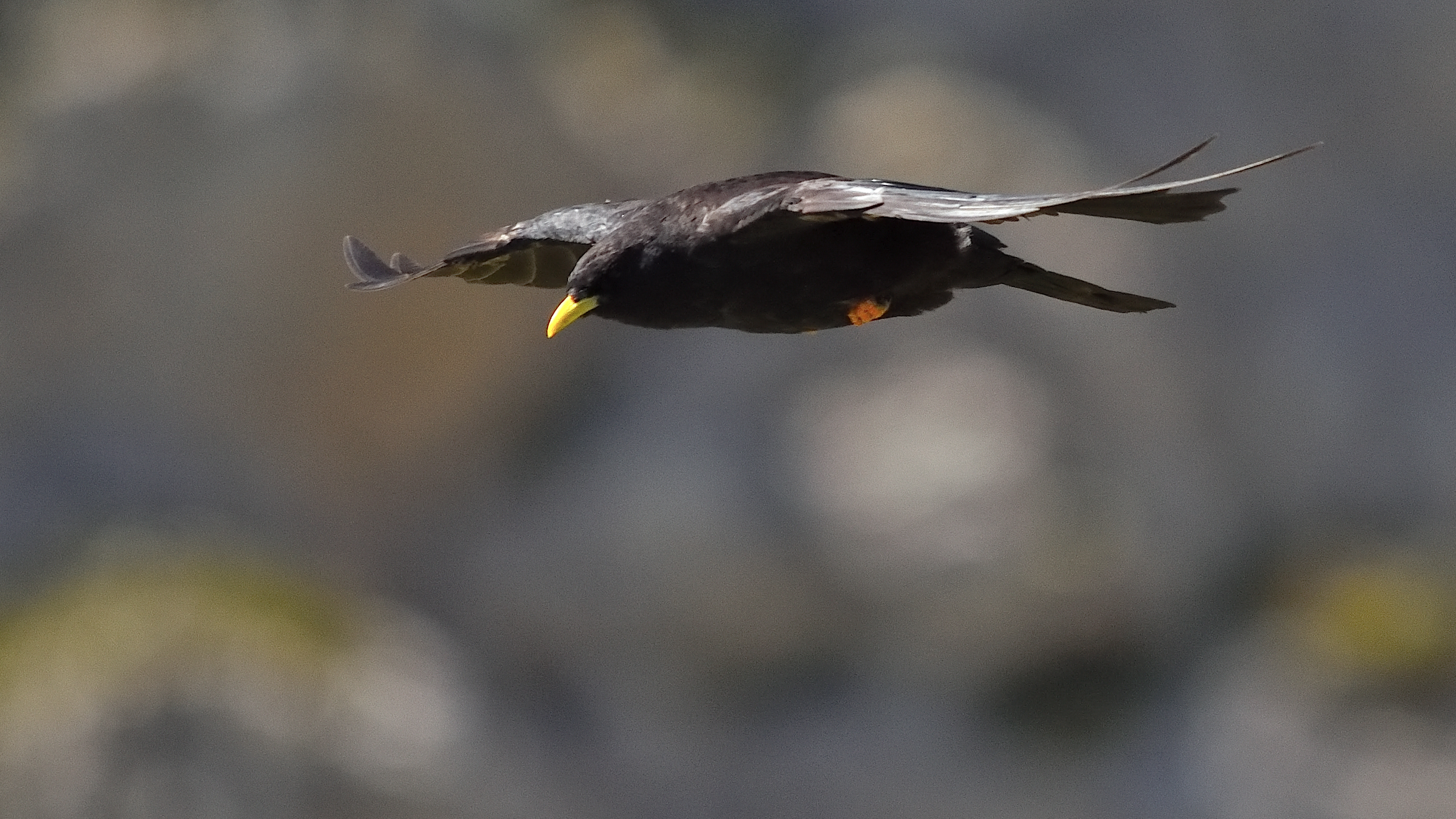
Esemplare in volo nel parco nazionale delle Dolomiti Bellunesi.

### Dimensioni
Misura 34-38 cm di lunghezza per 160-277 g di peso e 75-85 cm di apertura alare. A parità d'età i maschi sono leggermente più grossi e robusti delle femmine: per la regola di Bergmann, inoltre, le sottospecie asiatiche sono più grosse rispetto alla nominale.

### Aspetto
Si tratta di uccelli massicci e robusti, dalla piccola testa arrotondata con becco sottile e ricurvo verso il basso, lunghe ali digitate, coda squadrata e forti zampe non molto lunghe. Nel complesso, il gracchio alpino è molto simile al gracchio corallino, rispetto al quale presenta dimensioni medie lievemente minori, ali più corte e coda più lunga in proporzione al corpo e soprattutto becco più corto e di colore diverso.
Il piumaggio è di colore uniformemente nero lucido su tutto il corpo.
I due sessi non presentano dimorfismo sessuale nella colorazione. I giovani differiscono dagli adulti maturi per la colorazione nerastra delle zampe.
Il becco è di colore giallo limone, gli occhi di colore bruno scuro e le zampe rosso-arancio.

## Biologia

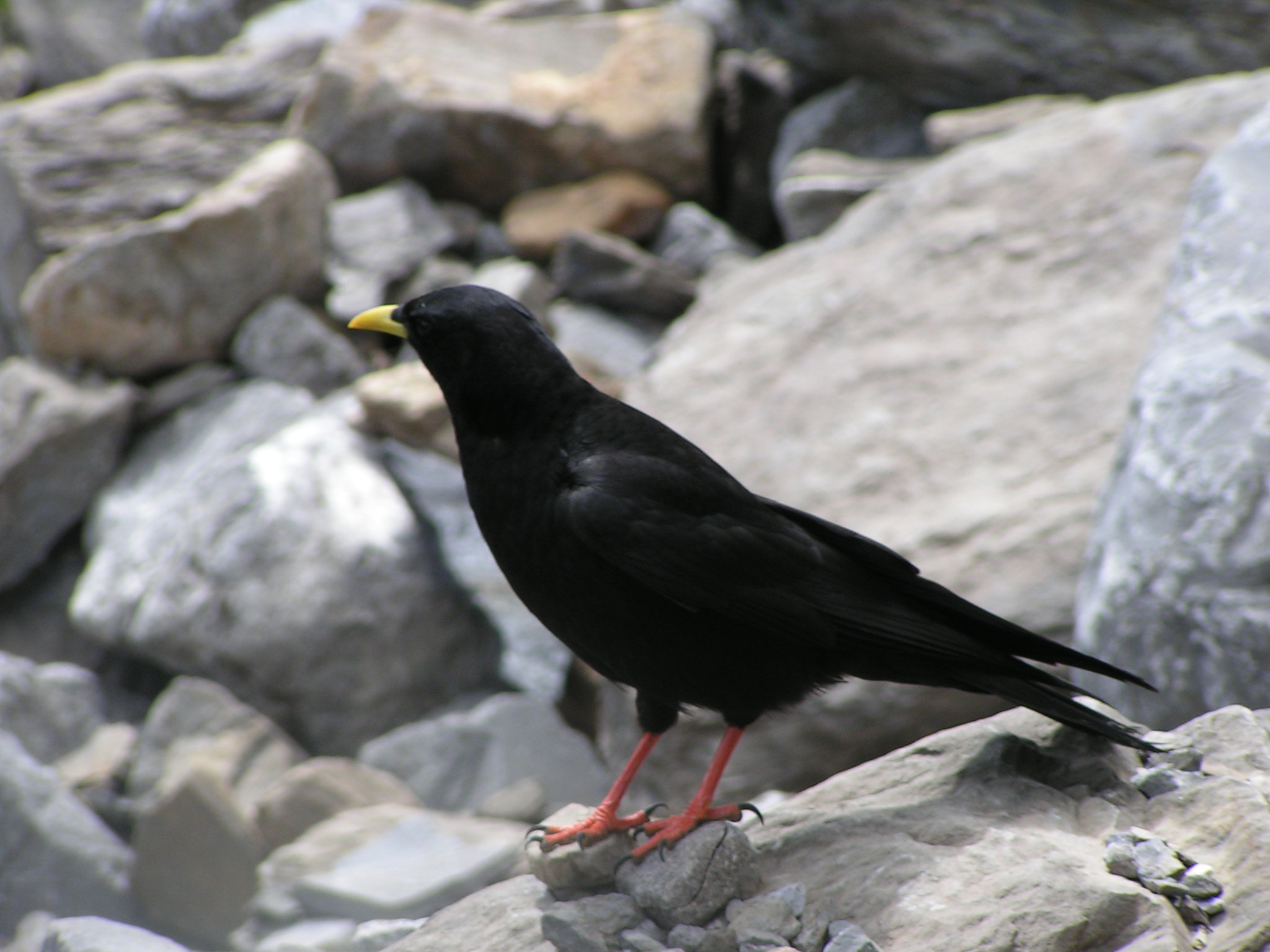
Esemplare in natura.

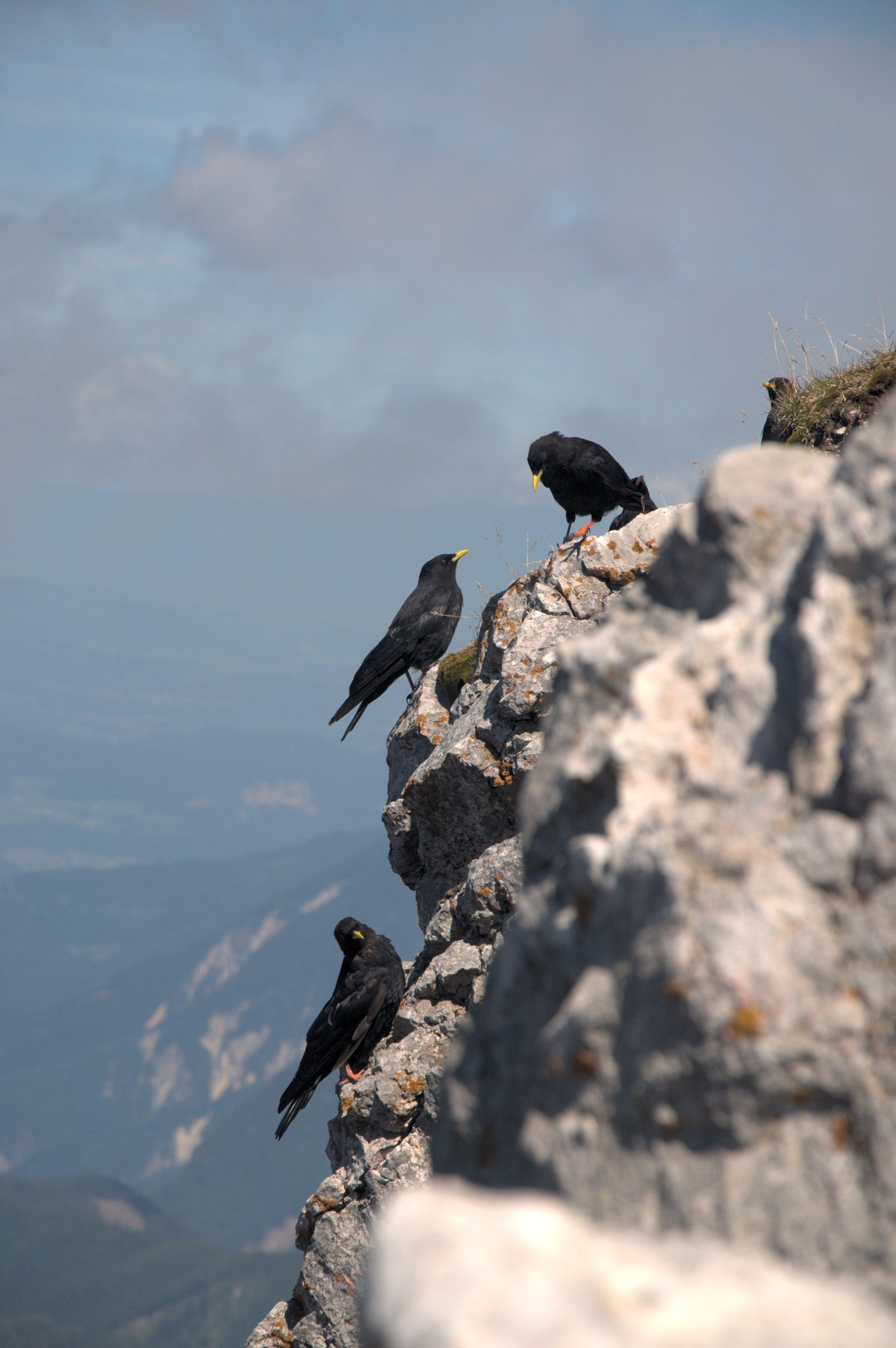
Gruppo in Alta Carniola.

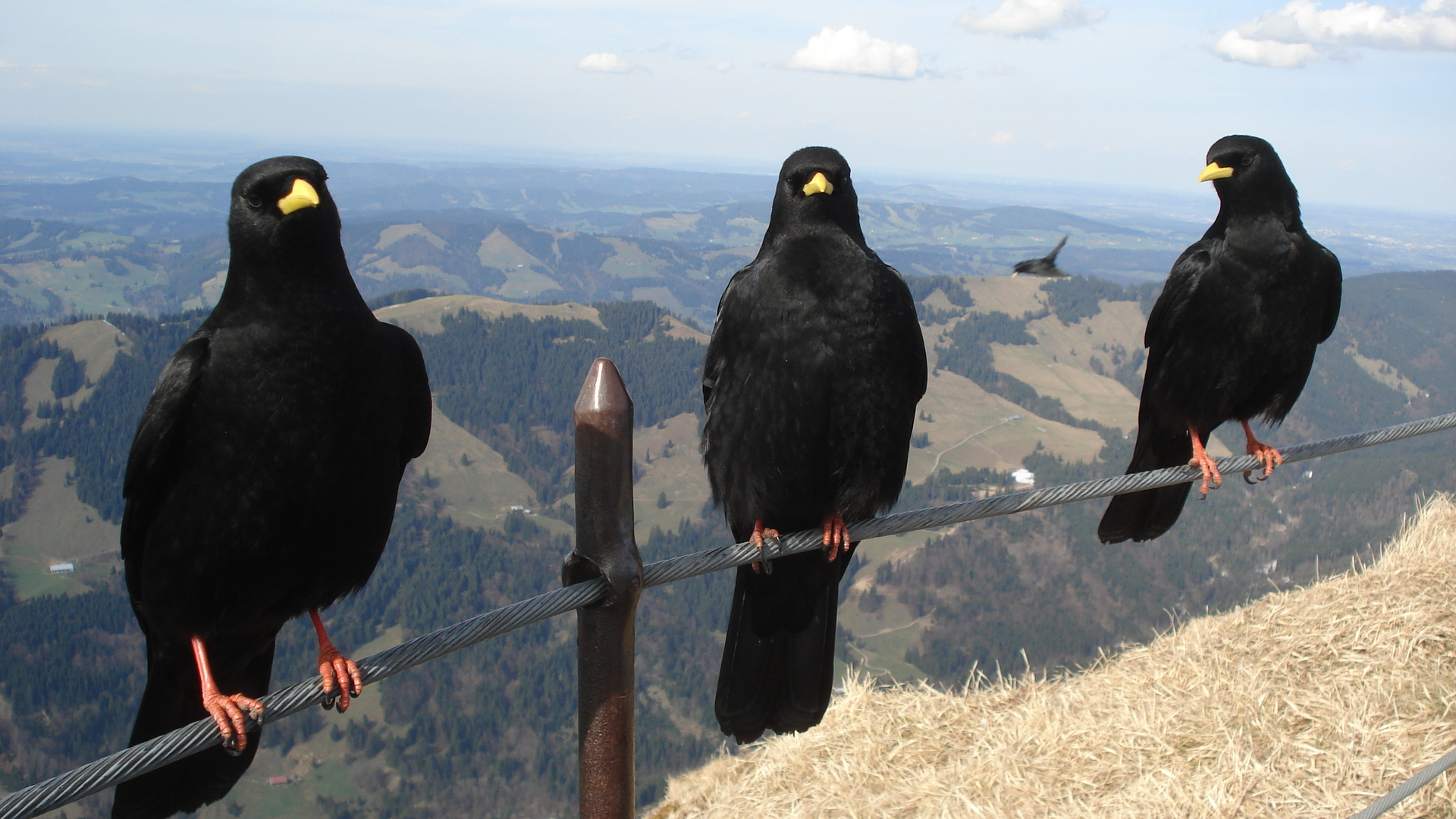
Esemplari sulle Alpi dell'Algovia.

Il gracchio alpino ha abitudini di vita essenzialmente diurne e gregarie. Vive in gruppi che contano da una dozzina fino a oltre un migliaio di individui e in genere si mantengono uniti e numerosi nei mesi estivi (quando la disponibilità di cibo è maggiore), frazionandosi durante l'inverno. Si tratta di uccelli molto mobili, che di giorno compiono spostamenti anche di decine di chilometri (fino a 20 km di raggio e fino a 1600 m di dislivello) per raggiungere i luoghi di foraggiamento. Nel tardo pomeriggio tornano verso i posatoi, posizionati in genere su pareti scoscese, per passare la notte al riparo dai predatori e dalle intemperie.
I gracchi alpini non sono territoriali, anche se alcuni esemplari sono stati osservati mentre compivano picchiate intimidatorie nei confronti della volpe tibetana, azione considerabile più come gioco che come effettivamente territoriale. All'interno di uno stormo vige una gerarchia tanto più rigida quanto più il cibo è scarso, che vede la dominanza degli adulti sui giovani e sugli immaturi, nonché dei maschi sulle femmine.
Sono uccelli molto vocali: infatti, sono soliti tenersi in contatto vocale quasi costante fra loro mediante una serie di richiami che comprendono l'inconfondibile fischio pigolante che suona come kyorr, molto musicale e unico fra i corvidi, oltre che una serie di versi che vanno da gracchi d'allarme a sommessi pigolii emessi durante l'alimentazione o il grooming.

### Alimentazione

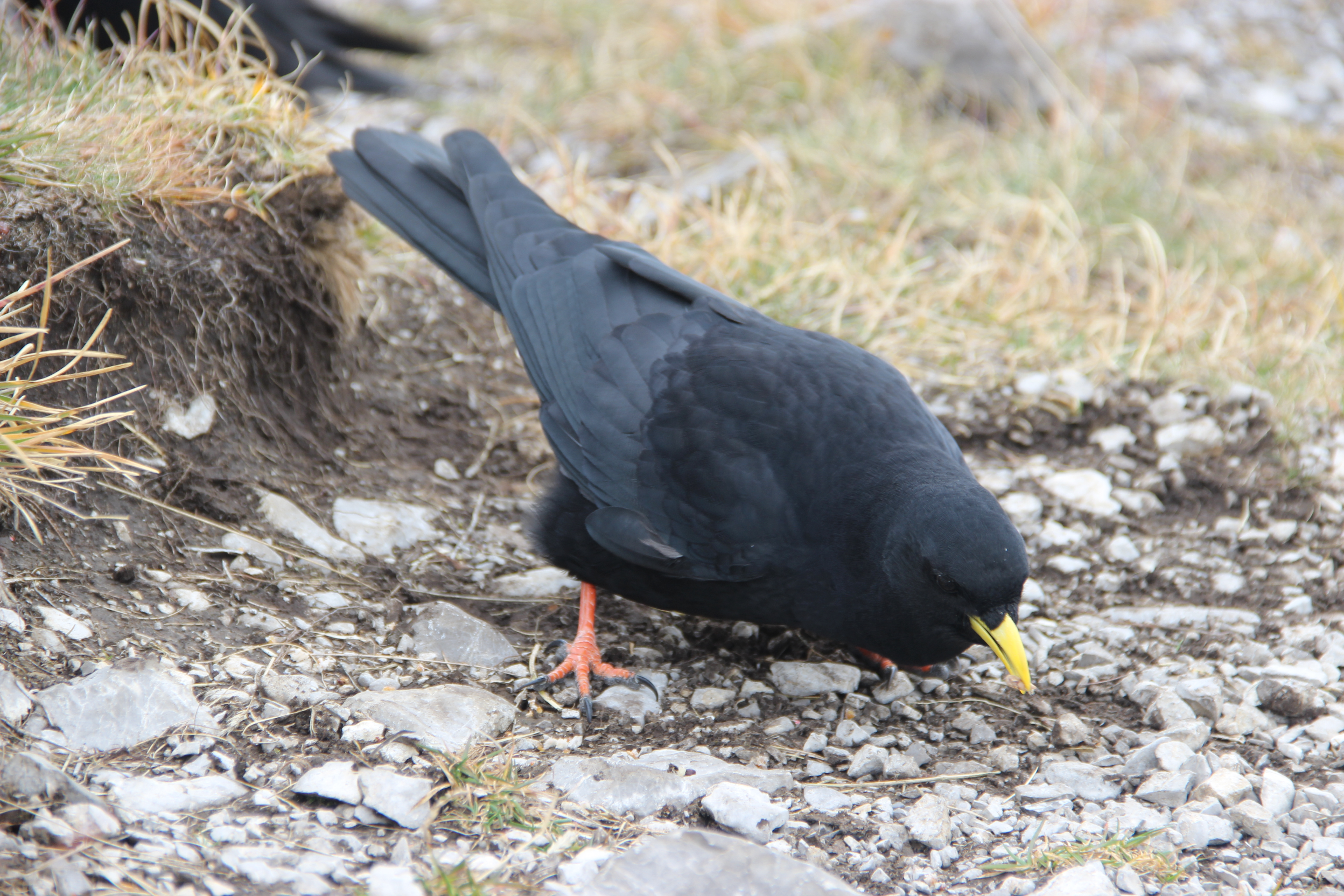
Esemplare si alimenta a Ormont-Dessous.

Il gracchio alpino è tendenzialmente onnivoro; la componente carnivoro/insettivora è preponderante nel periodo caldo e quella vegetariana durante i mesi freddi.

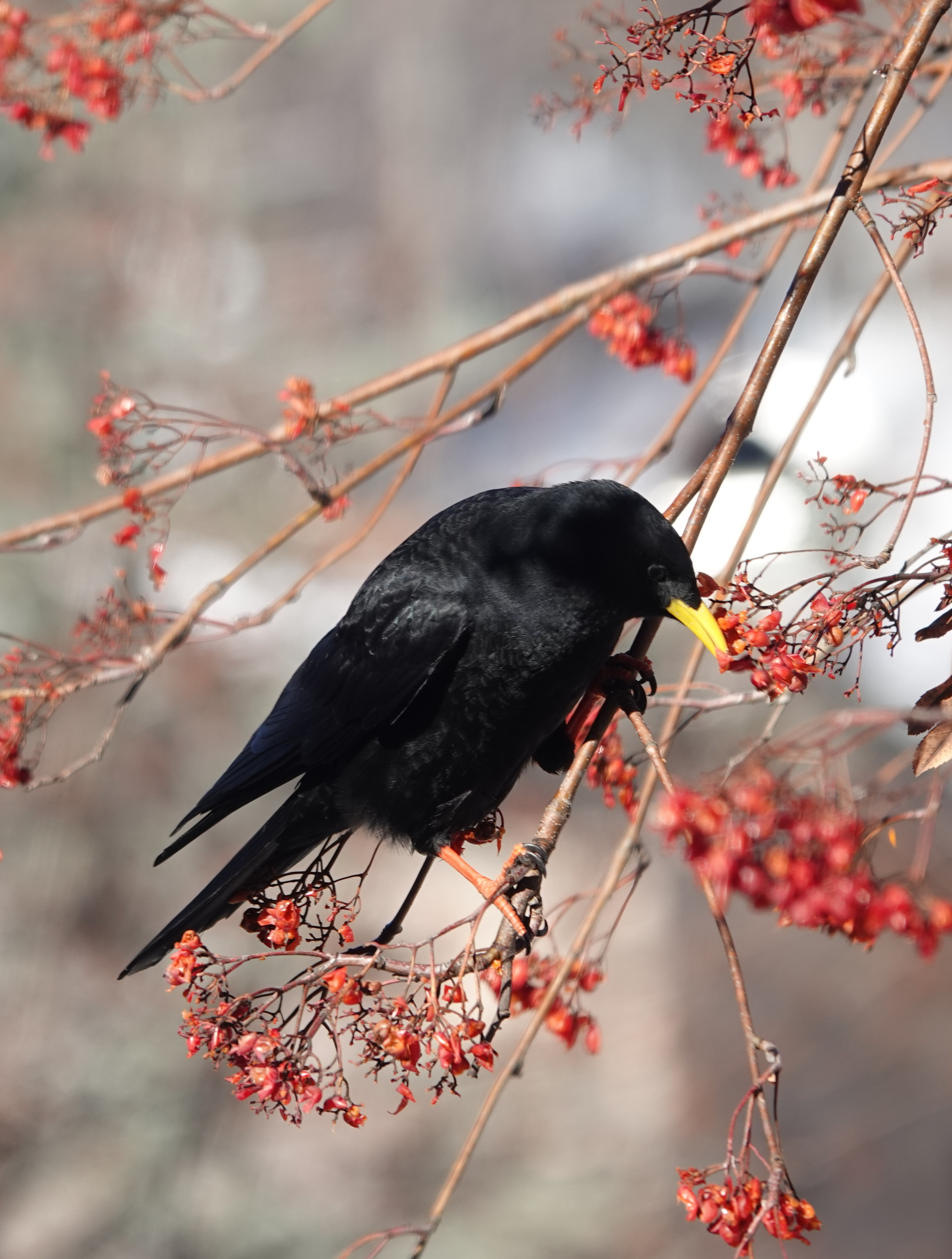
Esemplare si ciba su albero di Sorbus a Moena.

I gracchi cercano le prede o altro materiale commestibile al suolo in gruppi, scandagliando l'erba bassa e il suolo col becco. Le aree di foraggiamento cambiano durante l'anno, mantenendosi più in quota d'estate (quando gli uccelli in riproduzione evitano le quote inferiori, nonostante il fatto che ivi potrebbero facilmente reperire grandi quantità di cibo lasciate dai turisti) e scendendo gradatamente verso valle con le prime nevicate per raggiungere i centri abitati in marzo-aprile prima di ritornare sulle cime. Nelle aree con presenza di strutture alberghiere in quota i gracchi (soprattutto i giovani) tendono invece a non scendere mai a valle, trovandovi il cibo necessario.

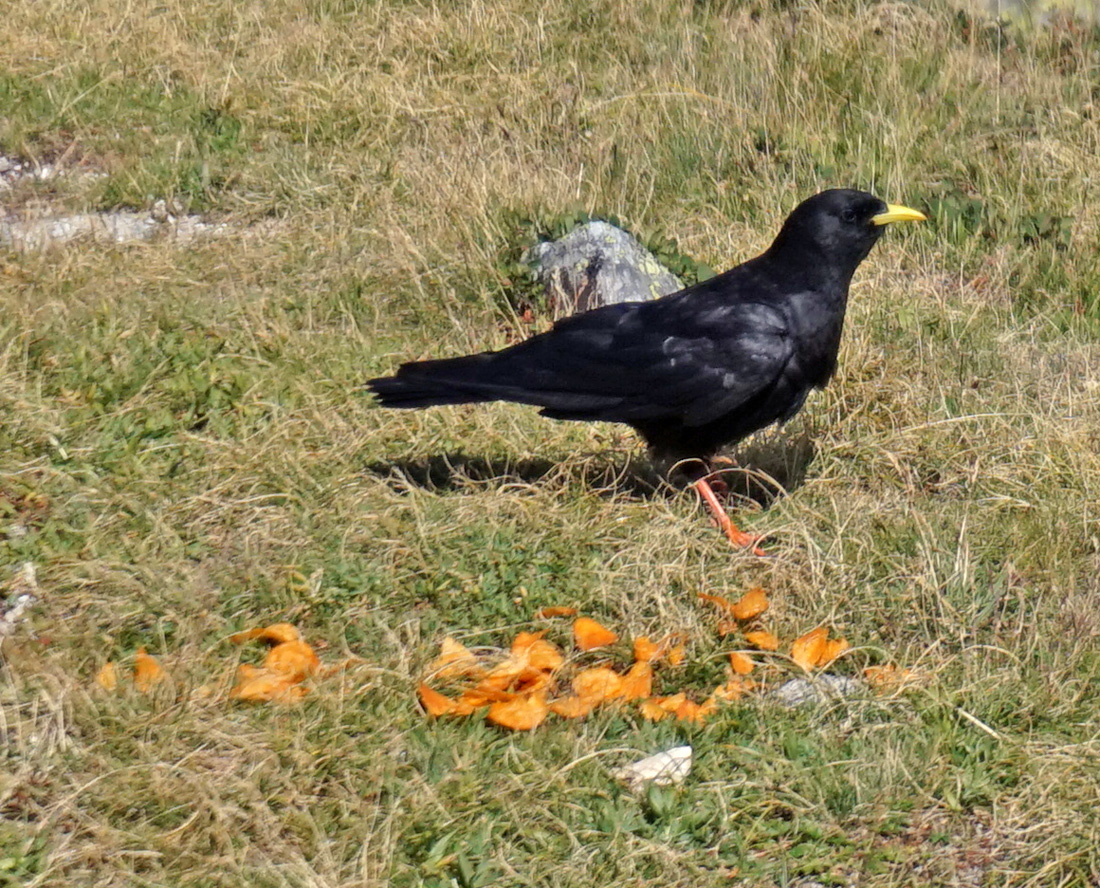
Esemplare si ciba sul massiccio del Monte Bianco.

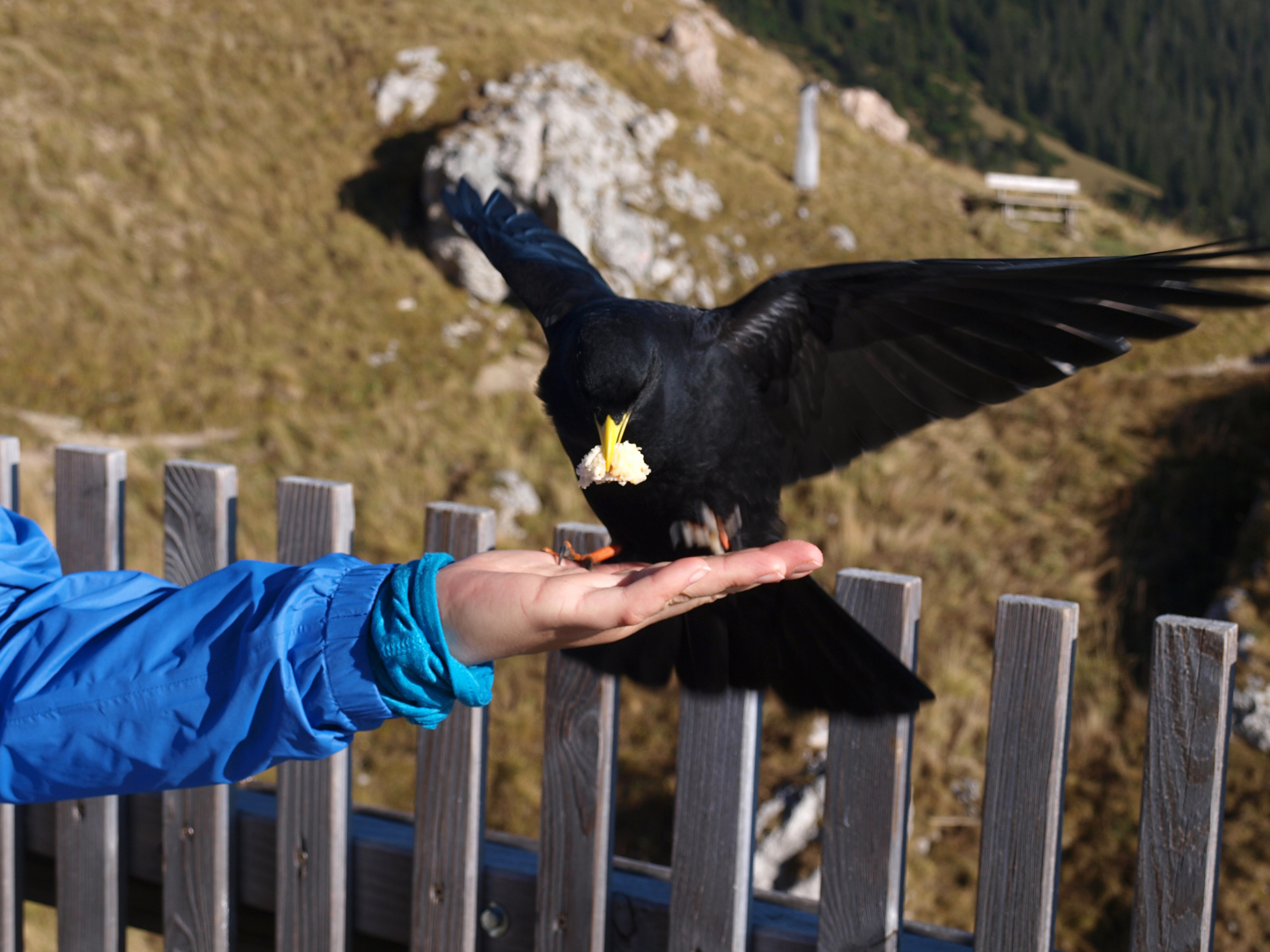
Esemplare nutrito da un turista a Grän.

Durante la tarda primavera ed i mesi estivi la dieta del gracchio alpino si compone quasi esclusivamente di piccoli insetti, soprattutto i piccoli coleotteri Selatosomus aeneus e Otiorhynchus morio, oltre che cavallette, bruchi, lumache e bigattini. In autunno, inverno ed all'inizio della primavera l'uccello mangia soprattutto bacche (mirtillo e altri frutti di bosco, ginepro, olivello, uva ursina, bagolaro), cinorrodi di rosa canina, frutta (mele, pere, uva) e talvolta i fiori di zafferano maggiore, questi ultimi forse come fonte di carotenoidi.
Nelle aree turistiche i gracchi alpini (in particolar modo i giovani) integrano la dieta coi rifiuti lasciati dall'uomo, diventando presenze frequenti lungo i sentieri, nelle aree pic-nic e nelle discariche.
Similmente a quanto osservabile in molti corvidi, anche il gracchio alpino conserva il surplus di cibo in spaccature della roccia, avendo cura di coprirlo con sassolini, per consumarlo durante i periodi di magra.

### Riproduzione
Il gracchio alpino è rigidamente monogamo: le coppie restano insieme per la vita e mostrano spiccata filopatria, tendendo a nidificare sempre nello stesso sito.

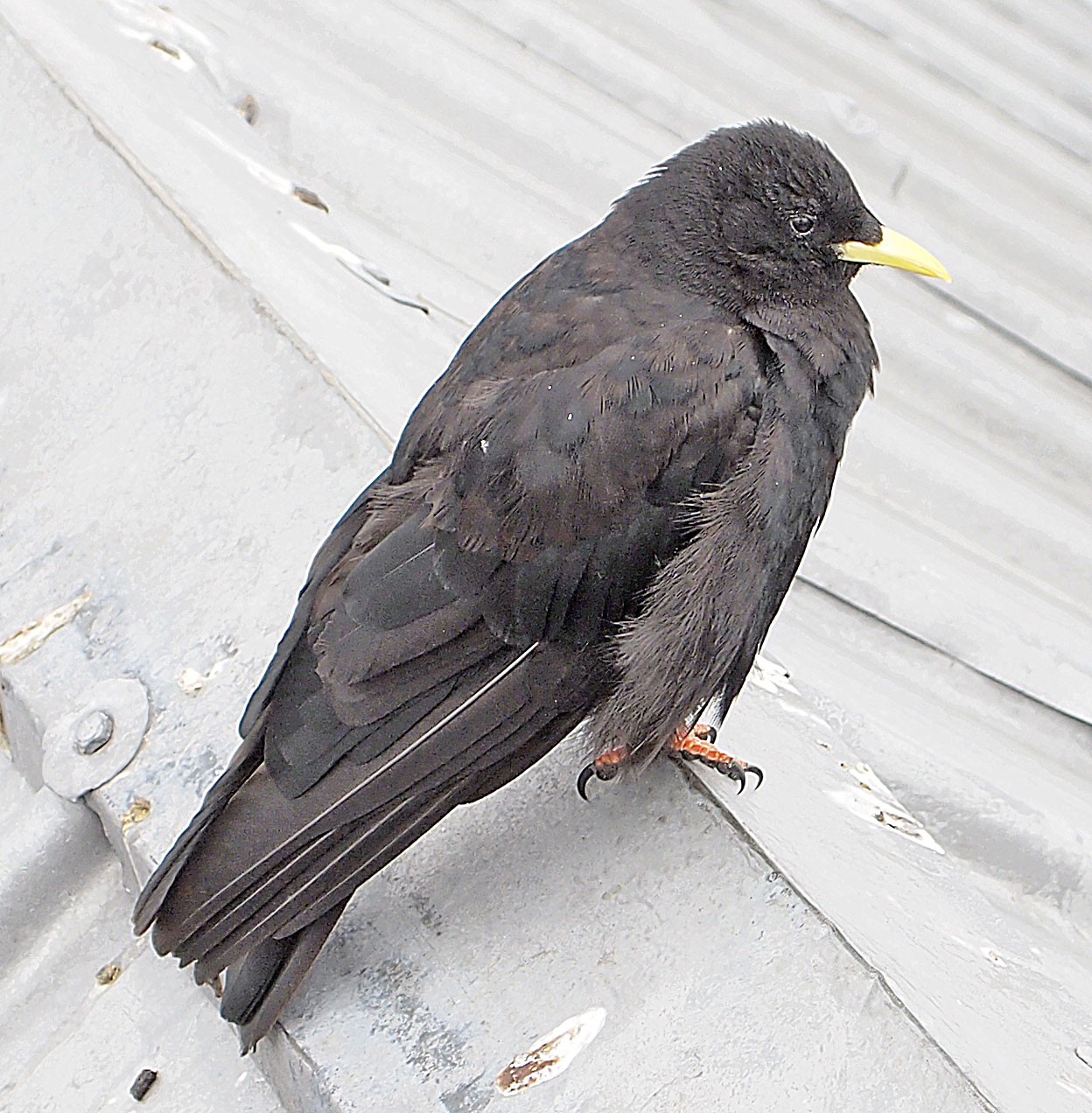
Giovane (notare le zampe scure) sullo Zugspitze.

La stagione riproduttiva comincia verso i primi di maggio (circa un mese più tardi in Medio Oriente ed Asia Centrale). Nonostante le abitudini gregarie, e nonostante il fatto che in aree particolarmente ricche di cibo sia possibile osservare più coppie nidificanti nello stesso sito, generalmente le coppie nidificano in solitudine.
Il nido, piuttosto massiccio, viene costruito da ambedue i genitori con rametti e radici intrecciate a coppa e foderato internamente con erba e pelame. Viene generalmente posizionato in una rientranza di una parete rocciosa o in una caverna, o in un edificio abbandonato, sebbene soprattutto nei Balcani i gracchi possano nidificare in semplici buche scavate nel terreno.

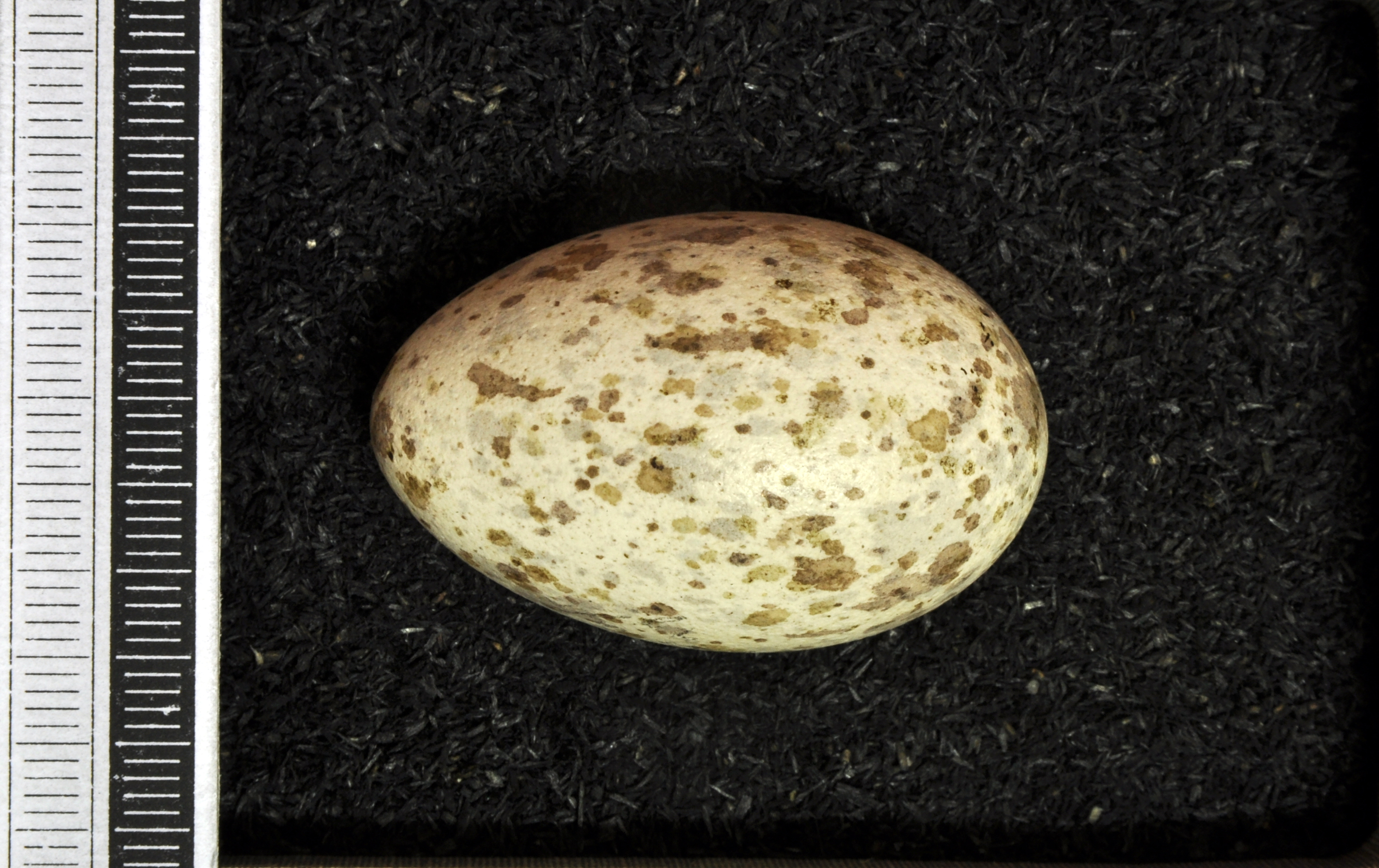
Uovo.

La femmina depone 3-5 uova bianco-grigiastre con screziature brune, di circa 33,9 x 24,9 mm; esse vengono covate dalla sola femmina per 14-21 giorni (col maschio che rimane di guardia nei pressi del nido e si occupa di reperire il cibo per sé e per la compagna), al termine dei quali schiudono dei pulli ricoperti da un denso piumino, che vengono alimentati da entrambi i genitori fino a 29-35 giorni di vita, quando s'involano congiungendosi con lo stormo d'appartenenza dei genitori, dove continueranno a chiedere insistentemente l'imbeccata anche ad altri adulti.
La nidificazione in alta montagna del gracchio corallino è resa possibile dal fatto che le uova possiedono una quantità di pori minore rispetto a specie affini diffuse a quote inferiori (il che limita gli scambi con l'esterno, soprattutto quelli idrici, ulteriormente ridotti dalla bassa pressione riscontrabile in quota), mentre gli embrioni presentano emoglobina estremamente affine all'ossigeno.

## Distribuzione e habitat

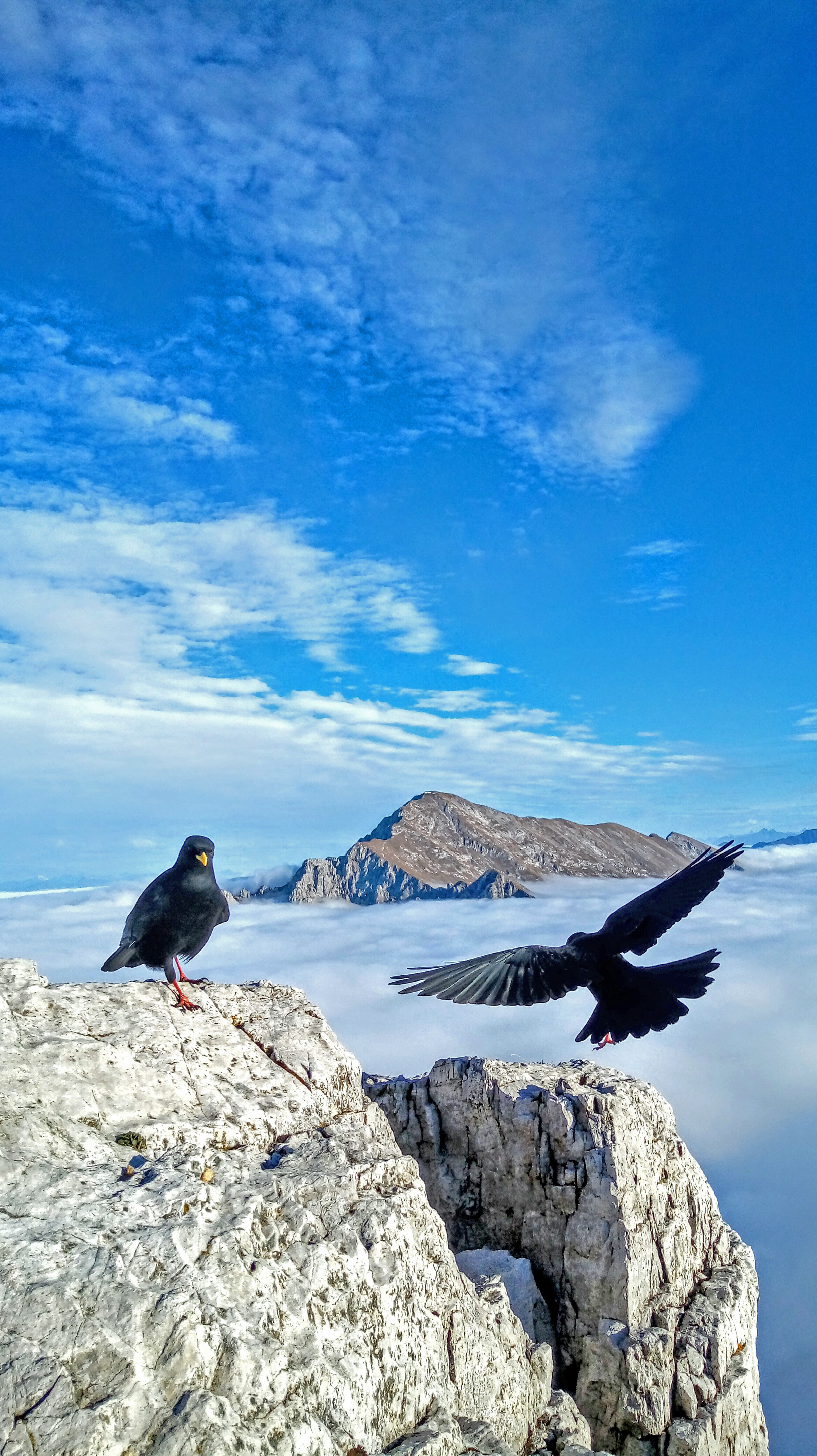
Esemplari sulle Grigne.

Esemplare in Alta Austria.

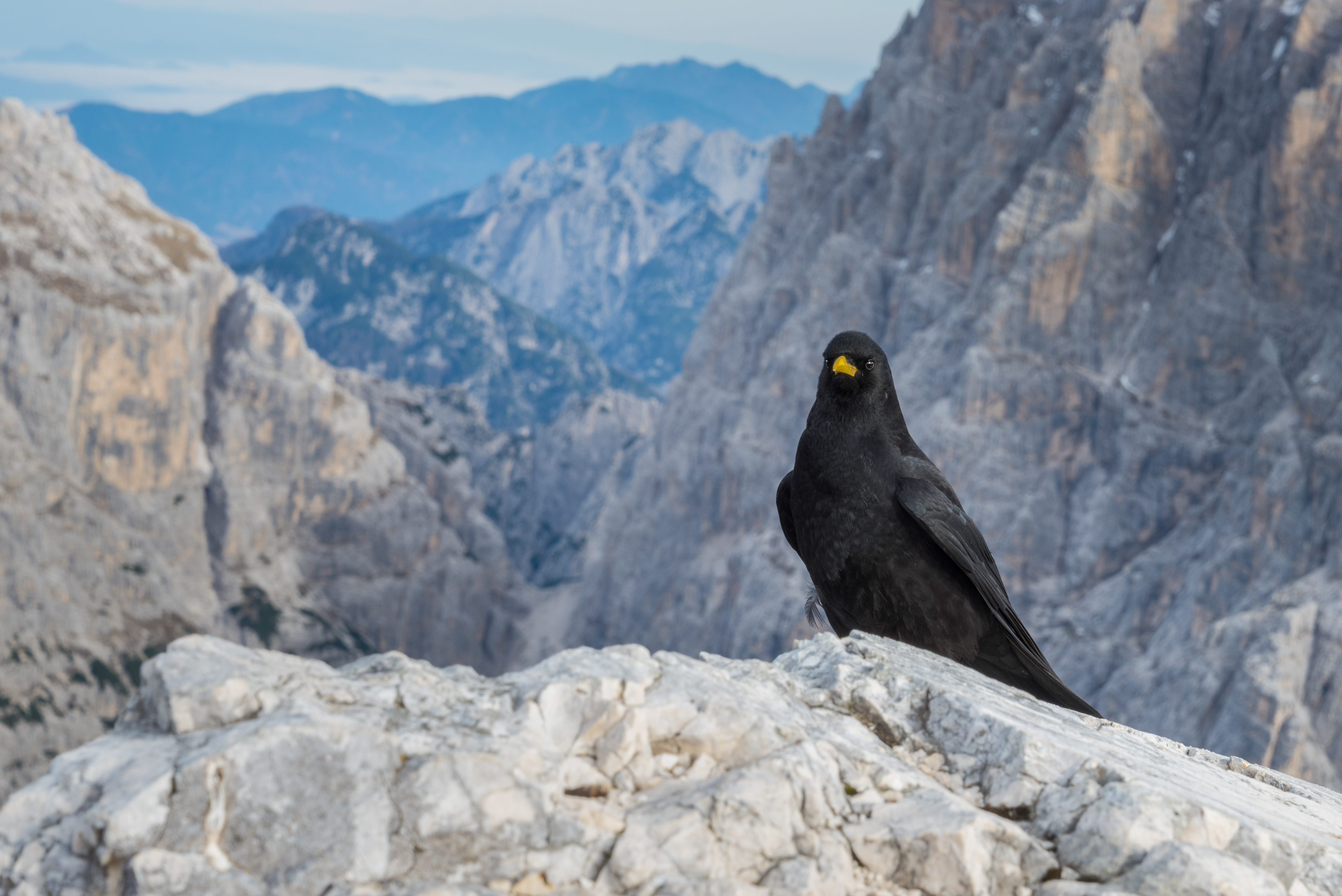
Esemplare sulle Alpi Giulie.

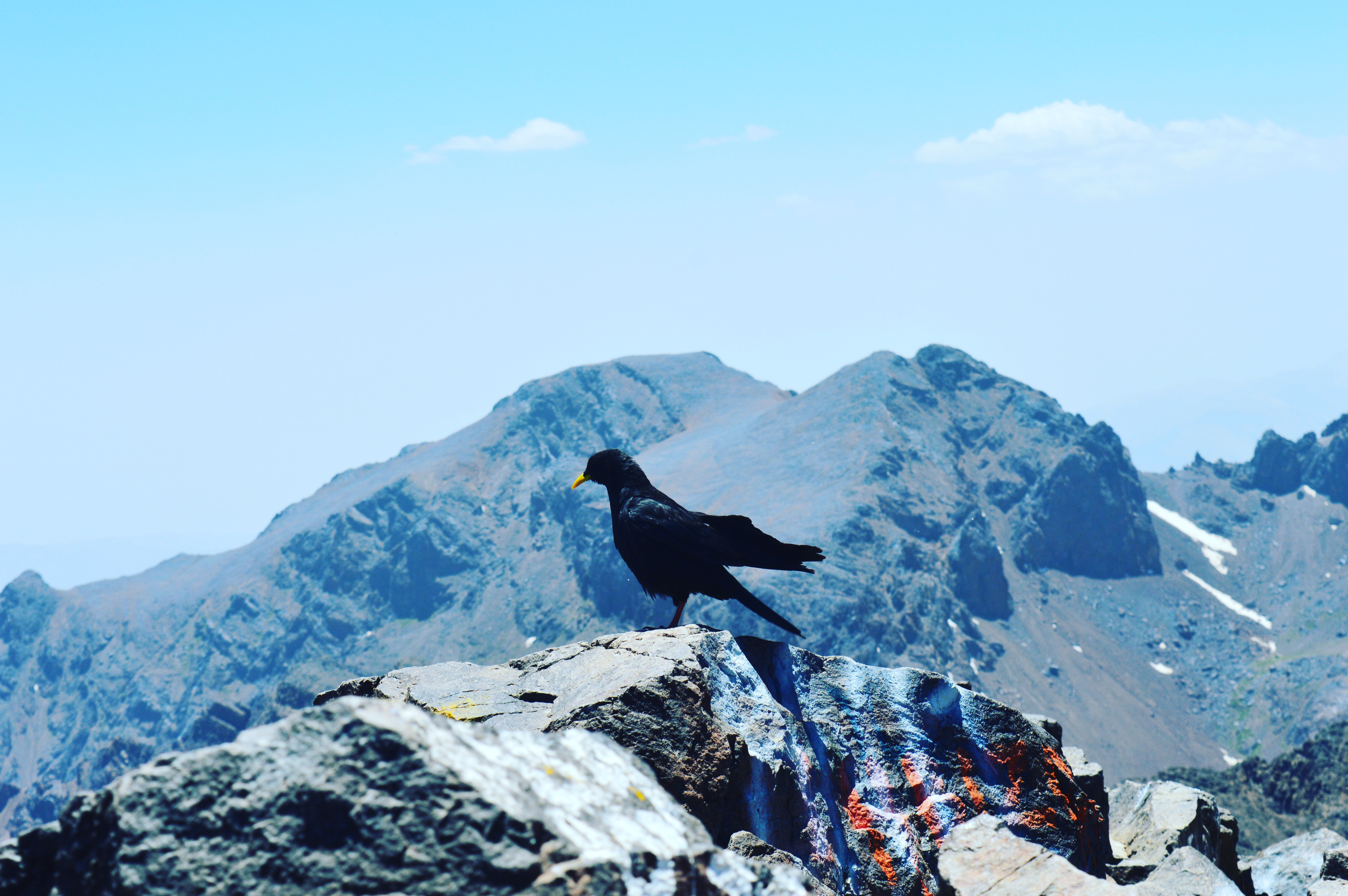
Esemplare nel parco nazionale di Toubkal.

Il gracchio alpino è diffuso in un ampio areale paleartico, che va dalla Spagna alla Cina centrale.
In Europa meridionale la specie è diffusa nella Cordigliera Cantabrica, nei Pirenei, nelle Alpi, nella penisola balcanica, oltre che a Creta ed in Corsica. In Medio Oriente si osserva in Turchia e nel Levante, a sud fino al Monte Hermon, oltre che in Caucaso, Kurdistan, monti Elburz e Zagros. Si spinge ad est attraverso l'Asia centrale fino ai monti Altaj e Sajany a nord (attraverso il centro-nord dell'Afghanistan, il Pamir, il Tien Shan, con una popolazione isolata nel nord del Belucistan) e alle propaggini occidentali dell'Arunachal Pradesh attraverso le pendici meridionali dell'Himalaya a sud (dal Kashmir al sud del Tibet, attraverso Nepal, Bhutan e Sikkim). In Nordafrica il gracchio alpino è osservabile nel Rif ed in Alto e Medio Atlante, in Marocco).
Durante l'ultima era glaciale i gracchi alpini erano diffusi anche in Francia e alle Canarie, e fino al XVIII secolo anche sui Monti Tatra.
In Italia la specie nidifica su tutto l'arco alpino (pur essendo comune solo in Valle d'Aosta e sulle Alpi Dinariche) e sull'Appennino.
Si tratta di uccelli stanziali in tutto il loro areale, che tuttavia durante l'inverno (pur mantenendo i posatoi dove passare la notte sempre nello stesso luogo in quota) scendono più a valle per reperire il cibo. Esemplari in dispersione sono stati osservati fino in Repubblica Ceca, Ungheria e a Cipro, mentre alcuni esemplari provenienti dal Marocco hanno stabilito una colonia riproduttiva nei pressi di Malaga.
Il gracchio alpino è una specie d'alta montagna: popola i pascoli alpini al di sopra della linea degli alberi, con presenza di falesie rocciose o pietraie dove cercare riparo per la notte e nidificare, fra i 1260 e i 2880 m di quota in Europa, fra i 2880 e i 3900 m in Nordafrica e fra i 3500 e i 5000 m sull'Himalaya. Singole coppie hanno nidificato a 6500 m di quota, e non è raro osservare gruppetti di gracchi seguire i rocciatori sul Monte Everest fin oltre gli 8000 m.

## Tassonomia
Se ne riconoscono tre sottospecie:
- Pyrrhocorax graculus graculus (Linnaeus, 1766) - la sottospecie nominale, diffusa in Europa e Nordafrica, ad est fino al Caucaso e al nord dell'Iran;
- Pyrrhocorax graculus digitatus Hemprich & Ehrenberg, 1833 - diffusa in Medio Oriente, dalla Turchia sud-orientale ai monti Zagros;
- Pyrrhocorax graculus forsythi Stoliczka, 1874 - diffusa nella porzione orientale dell'areale occupato dalla specie, dall'Afghanistan al Tibet sud-orientale;

A queste si aggiungerebbe una sottospecie estintasi in tempi preistorici, Pyrrhocorax graculus vetus, diffusa in Europa nel Pleistocene.
La sottospecie forsythi, invece, non viene riconosciuta da alcuni autori, che la sinonimizzano con digitatus.